# Островна дъга
Островната дъга представлява дълга верига от активни вулкани с интензивна сеизмична активност, разположена по дължина на конвергиращи (сходящи) граници на тектонски плочи. Повечето островни дъги са съставени от океанска кора и са резултат от спускането на литосферата в мантията в зони на субдукция. Те са основният начин, по който се постига континентално нарастване.
Островните дъги могат да бъдат активни или неактивни, в зависимост от сеизмичността им и наличието на вулкани. Активните дъги включват хребети от млади вулкани със свързаната с тях дълбока сеизмична зона. Те имат отличителна извита форма, верига от активни или угаснали вулкани, дълбока океанска падина и голяма отрицателна аномалия на Бугер откъм изпъкнала страна на вулканичната дъга. Положителната гравитационна аномалия при вулканичните дъги се интерпретира от много експерти като резултат от наличието на плътни магмени скали под дъгата. Междувременно, неактивните дъги са островни вериги, съдържащи по-стари магмени и пирокластични скали.
Извитата форма на много вулканични вериги и ъгълът на спускане на литосферната плоча са свързани. Ако океанската част от плочата е представена от океанско дъно откъм изпъкналата страна на дъгата, а зоната на огъване се намира под океанската падина, тогава огънатата част на плочата съвпада приблизително със зоната на Вадати-Бениоф под повечето дъги.

## Местоположение
Повечето съвременни островни дъги се намират близо до подводни континентални граници (преимуществено в северните и западните краища на Тихия океан). Обаче, не съществува пряко доказателство от островните дъги, което да показва, че те винаги са съществували на сегашните си места спрямо континентите. Все пак, доказателствата от някои континентални граници подсказват, че някои дъги е възможно да са мигрирали към континентите през късен мезозой или ранен неозой.
Движението на островните дъги към континентите би било възможно ако, в даден момент древните зони на Вадати-Бениоф са се спуснали към днешния океан, вместо към континентите, както е при повечето дъги днес. Това би довело до загуба на океанско дъно между дъгата и континента, а впоследствие и до миграция на дъгата по време на периодите на спрединг.
Зоните на разкъсване, в които някои активни островни дъги завършват, могат да бъдат интерпретирани по отношение на тектониката на плочите, породена от движението по дължина на трансформни разломи, които представляват граници между плочи, където кората нито се консумира, нито се създава. Следователно, настоящето местоположение на тези неактивни островни вериги се дължи на текущата структура на тектонските плочи. Обаче, тяхната вулканична история, която показва, че са части от по-стари островни дъги, не е задължително свързана с днешната структура на плочите и може да се дължи на разлики в местоположението на границите между плочите в миналото.

## Тектонско образуване
Разбирането на източника на топлина, причиняващ разтапянето на мантията, представлява дълготраен проблем в миналото. Изследователите са вярвали, че топлината се създава чрез триене в горната част на плочата. Обаче, това се оказва слабо вероятно, тъй като вискозитетът на астеносферата намалява с повишаване на температурата, а при нужната температура за частично стапяне, астеносферата би имала толкова нисък вискозитет, че топенето не би било възможно.
Днес се счита, че водата е основен играч, който задвижва частичното разтапяне под дъгите. Демонстрирано е, че количеството вода, налично в подпъхващата се плоча, е свързано с температурата на топене на мантията. Колкото повече вода е налична, толкова повече намалява температурата на топене на мантията. Тази вода се освобождава по време на трансформацията на минералите при увеличаване на налягането, като минералът с най-голямо водно съдържание е серпентинитът.
Тези метаморфни минерални реакции водят до дехидратация на горната част на плочата. Топлина се предава към нея и от околната астеносфера. Докато топлината се предава към плочата, температурните градиенти става такива, че околната астеносфера се охлажда и става по-вискозна, особено близо до горната част на плочата. Тази по-вискозна астеносфера след това се издърпва надолу с плочата, предизвиквайки по-малко вискозна мантия да тече зад нея. Взаимодействието на тази спускаща се мантия с вода, издигаща се от потъващата плоча, предизвиква частично разтапяне на мантията, докато тя преминава солидуса си. Освен това, до разтапяне може да доведе надигането на горещ мантиен материал в процепа. Ако горещият материал се издигне достатъчно бързо, че да се изгуби само малко от топлината му, намаляването на налягането може да доведе до частично разтапяне чрез декомпресия.
От подпъхващата се страна на островната дъга се намира дълбока и тясна океанска падина, която представлява белега върху земната повърхност от границата между двете плочи. Тази падина се образува от гравитационното дърпане на относително плътната подпъхваща се плоча при водещия ръб. По дължина на тази зона на субдукция възникват множество земетресения, като сеизмичните хипоцентрове се намират на голяма дълбочина под островната дъга.
Островните дъги могат да се образуват както при вътрешноокеански условия, така и от части на континентална кора, които са мигрирали от съседните материци. Между тектонската граница и вдлъбнатата страна на островната дъга може да се образува океански басейн. Тези басейни имат кора, която е или океанска или между океанска и континентална. Топлинният поток към басейна е по-висок, отколкото в нормалните континентални или океански райони.
Някои островни дъги, като например Алеутските острови, се движат странично към континенталния шелф с вдлъбнатата страна на дъгата, докато повече дъги са отделени от континенталната кора. Движението между две тектонски плочи обяснява главните характеристики на активните островни дъги. Самата дъга и малкият океански басейн се намират върху застъпващата плоча, която среща подпъхващата се плоча, съдържаща нормална океанска кора по дължина на зоната на Вадати-Бениоф. Острото огъване на океанската плоча надолу създава падина.

## Най-големи островни дъги
На Земята има 16 големи островни дъги, които са разположени предимно в западната част на Тихия океан (12 броя), Индийския океан (2 броя) и в Атлантическия океан (2 броя):
- Тихи океан – Алеутски острови, Курилски острови, Японски острови, Рюкю, Филипински острови, Зондски острови, Бонин, Мариански острови, Бисмарк, Соломонови острови, Вануату и Тонга;
- Индийски океан – Андамански острови и Никобарски острови;
- Атлантически океан – Антилски острови и Южни Сандвичеви острови.